# Теклевка (Крыжопольский район)
Теклевка (укр. Теклівка) — село на Украине, находится в Крыжопольском районе Винницкой области.
Код КОАТУУ — 0521986002. Население по переписи 2001 года составляет 53 человека. Почтовый индекс — 24610. Телефонный код — 4340.
Занимает площадь 0,56 км².

## Адрес местного совета
24610, Винницкая область, Крыжопольский р-н, с. Савчино, ул. Комарова, 12